# Enrique III, duque de Baviera
Enrique III (Ing. Henry III) (940-5 de octubre de 989), llamado el Joven, de la dinastía Luitpoldinga, hijo de Bertoldo, duque de Baviera, fue duque de Carintia (976-978, 985-989) y duque de Baviera (983-985).
A la muerte de Bertoldo en 947, Baviera se le da al hermano del rey Otón I, Enrique I, quien se había casado con Judith, la hija del viejo duque Arnulfo el Malo.
En 976, Enrique recibió alguna compensación cuando se produjo la separación del antiguo ducado de Carintia de Baviera, recibiendo el feudo de un nuevo ducado formado por las tierras de la Marca de Carintia bávara, junto con las de la Marca de Verona. En 978, fue uno de los Enriques en la rebelión contra Otón II en la Guerra de los tres Enriques. Los otros eran los hijos de Enrique de Baviera, el depuesto Enrique II, duque de Baviera, y Enrique I, el obispo de Augsburgo. Fue depuesto y tanto él como Enrique II fueron desterrados.
En 983, el emperador Otón II, debilitado tras la derrota de la batalla de Stilo, le llama desde el destierro para volver a ser instalado como duque de Baviera en el Parlamento de Verona. Sin embargo, continuó la oposición de Enrique II a su gobierno, hasta que tras la muerte del emperador, se produjo la reconciliación con la emperatriz Teófano Skleraina, en nombre del sucesor menor de edad Otón III.A Enrique se le dio de nuevo Carintia, como compensación a la renuncia de Baviera. Cuando murió en 989, él era el último de los descendientes masculinos de los Luitpoldinga.